# Nils Joachimsson
Nils Joachimsson, född 29 april 1907 i Norrköping, död 11 januari 1983 i Stocksund, var en svensk jurist.
Joachimsson avlade juris kandidatexamen vid Stockholms högskola 1929 och blev efter tingstjänstgöring 1930–1932 antagen som fiskal i Svea hovrätt 1934. Han blev assessor 1940 och utnämndes 1946 till hovrättsråd. Joachimsson var biträdande domare i Södertörns domsaga 1941–1943, utsågs till revisionssekreterare 1947 och var häradshövding i Ångermanlands norra domsaga 1948–1960. Han var justitieråd i Högsta domstolen 1960–1974. Joachimsson blev riddare av Nordstjärneorden 1950 och kommendör av första klassen av samma orden 1963.
Nils Joachimsson var äldre bror till läkaren Sven Joachimsson.